# Rhopalopsyche nycteris
Rhopalopsyche nycteris är en fjärilsart som beskrevs av Vincenz Kollar 1844. Rhopalopsyche nycteris ingår i släktet Rhopalopsyche och familjen svärmare. Inga underarter finns listade.